# Primera mutació consonàntica
La primera mutació consonàntica és una modificació fonètica que afectà les consonants oclusives del proto-indoeuropeu a les llengües germàniques (per això és sovint coneguda pel seu nom en alemany: erste germanische Lautverschiebung) i l'armeni. Hom situa el procés al voltant del segle v aC.
Les seves modificacions són descrites per les lleis de Grimm i de Verner (de fet, sovint s'assimila a la primera d'aquestes, en ser-ne la segona un simple refinament que n'explica algunes excepcions).
D'entre les llengües germàniques, certs dialectes meridionals de la branca occidental patiren encara una nova modificació fonètica que hom anomenà segona mutació consonàntica, tot donant lloc a l'alt-alemany (base de l'alemany estàndard).